# Euxoa masculinus
Euxoa masculinus là một loài bướm đêm trong họ Noctuidae.